# Liste du patrimoine immobilier classé de Florenville
Cette page regroupe l'ensemble du patrimoine immobilier classé de la ville belge de Florenville.
| Objet | Année de construction / Architecte | Adresse            | Section communale    | Coordonnées                      | Numéro d’inventaire | Illustration                                                                         |
| --- | ---------------------------------- | ------------------ | -------------------- | -------------------------------- | ------------------- | ------------------------------------------------------------------------------------ |
| Façades et les toitures du bâtiment principal et des annexes de la ferme Guerlot |                                    | Rue de Margny, 53  |                      | 49° 37′ 06″ nord, 5° 20′ 02″ est | 85011-CLT-0002-01   | Image manquanteTéléverser                                                            |
| Moulin à eau de Lacuisine |                                    |                    |                      | 49° 42′ 41″ nord, 5° 19′ 23″ est | 85011-CLT-0003-01   | Image manquanteTéléverser                                                            |
| Site formé par le Bois de la Rochette à Lacuisine |                                    |                    | Lacuisine            | 49° 43′ 07″ nord, 5° 19′ 11″ est | 85011-CLT-0004-01   | Image manquanteTéléverser                                                            |
| Partie du trajet de la descente en barquettes entre les rochers du Hat, du Rehat et des Rousses (+ CHINY/Chiny) |                                    |                    |                      | 49° 44′ 36″ nord, 5° 19′ 05″ est | 85011-CLT-0005-01   | Image manquanteTéléverser                                                            |
| Croix de Justice |                                    |                    |                      | 49° 42′ 41″ nord, 5° 18′ 13″ est | 85011-CLT-0006-01   | Image manquanteTéléverser                                                            |
| Ensemble formé par la Roche à l'Appel, à Muno |                                    |                    | Muno                 | 49° 44′ 04″ nord, 5° 10′ 54″ est | 85011-CLT-0007-01   | Image manquanteTéléverser                                                            |
| Ensemble formé par le site de Conques situé sur le territoire de la commune de Sainte-Cécile |                                    |                    |                      | 49° 46′ 04″ nord, 5° 14′ 52″ est | 85011-CLT-0008-01   | Image manquanteTéléverser                                                            |
| Ruines de l'abbaye d'Orval à Villers-devant-Orval |                                    |                    | Villers-devant-Orval | 49° 38′ 23″ nord, 5° 20′ 52″ est | 85011-CLT-0009-01   | Ruines de l’abbaye d’Orval                                                           |
| Anciennes forges de Villers-devant-Orval à Florenville (M) ainsi que l'ensemble formé par ces forges et les terrains qui les entourent (S) |                                    |                    |                      | 49° 38′ 00″ nord, 5° 20′ 48″ est | 85011-CLT-0010-01   | Image manquanteTéléverser                                                            |
| Tous les bâtiments existant de la Forge Roussel à Florenville (sauf une petite annexe) et les murs de soutènement qui font partie intégrante de l'ensemble et constituent pour la plupart les traces de bâtiments disparus (M) ainsi que l'ensemble formé par ces divers bâtiments et les terrains environnants (S) |                                    |                    |                      | 49° 43′ 47″ nord, 5° 18′ 09″ est | 85011-CLT-0011-01   | Image manquanteTéléverser                                                            |
| Façades, toiture et charpente de l'immeuble dit La Poivrière, situé rue de la Culée, 20 à Florenville (M) ainsi que l'ensemble situé en contrebas de l'église de Florenville, le long de la Semois (S) |                                    | Rue de la Culée 20 |                      | 49° 42′ 07″ nord, 5° 18′ 35″ est | 85011-CLT-0012-01   | Image manquanteTéléverser                                                            |
| Ensemble formé par les lieux-dits Lacou Aux Chénevières et la Semois à Lacuisine (S et SA) |                                    |                    |                      | 49° 42′ 38″ nord, 5° 18′ 13″ est | 85011-CLT-0013-01   | Image manquanteTéléverser                                                            |
| Le quartier ancien de l'ancien prieuré de Muno à Florenville, soit les deux bâtiments accolés à angle droit au nord-ouest de la cour (M) ainsi que l'ensemble formé par le prieuré et ses abords (S) |                                    |                    |                      | 49° 42′ 41″ nord, 5° 10′ 36″ est | 85011-CLT-0015-01   | Image manquanteTéléverser                                                            |
| Ensemble formé par le château des Épioux et les terrains environnants, ainsi que les trois étangs bordant le ruisseau des Épioux, le ruisseau des Eplatis et leur confluent |                                    |                    |                      | 49° 46′ 05″ nord, 5° 18′ 01″ est | 85011-CLT-0016-01   | Image manquanteTéléverser                                                            |
| Église Saint-Martin (intérieur et extérieur) et son mur d'enceinte, presbytère (intérieur et extérieur) et ruines du moulin y attenant à Chassepierre (M), l'ensemble formé par ces monuments et leurs abords et les grottes de crons (S) ainsi qu'une zone de protection (ZP)                                      |                                    |                    | Chassepierre         | 49° 42′ 26″ nord, 5° 15′ 46″ est | 85011-CLT-0018-01   | Église Saint-Martin de Chassepierre, presbytère, ruines du moulin, grottes et abords |
| La totalité (intérieur et extérieur) de la chapelle Saint-Roch à Martué (M) ainsi qu'une zone de protection formée par l'espace rue de Martué avec ses usoirs (ZP) |                                    | Martué             |                      | 49° 42′ 45″ nord, 5° 18′ 15″ est | 85011-CLT-0019-01   | Image manquanteTéléverser                                                            |
| Ruines de l'abbaye médiévale d'Orval |                                    |                    | Villers-devant-Orval | 49° 38′ 23″ nord, 5° 20′ 52″ est | 85011-PEX-0001-04   | Ruines de l’abbaye d’Orval                                                           |